# Чёрный (приток Вожмы)
Чёрный — ручей в России, протекает по территории Валдайского сельского поселения Сегежского района Республики Карелии. Длина ручья — 11 км.
Ручей берёт начало из болота без названия на высоте выше 169 над уровнем моря.
Течёт преимущественно в юго-западном направлении по заболоченной местности, протекая озеро Чёрное.
Ручей в общей сложности имеет три притока суммарной длиной 28 км.
Втекает в реку Вожму, которая, в свою очередь, впадает в Выгозеро.
Населённые пункты на ручье отсутствуют.
Код объекта в государственном водном реестре — 02020001212202000005483.